# Vagla (Ethnie)
Vagla (auch: Sitigo, Vagala, Paxala) ist eine Ethnie in Ghana mit ca. 13.500 (2003 GILLBT) Angehörigen. Die Sprache der Vagla ist das gleichnamige Vagla aus der Gruppe der Gur-Sprachen. Die Vagla leben nördlich des 9. Breitengrades und westlich des 2. Längengerades Westlicher Länge im Westen Ghanas. Sie sind Nachbarn die Birifor und die Wala.